# Викторијанска архитектура
Викторијанска архитектура је низ стилова архитектонског оживљавања, од средине, па до краја 19. века. „Викторијанска“ се односи на период владавине краљице Викторије (1837–1901), названа по Викторијанском добу, током којег су стилови познати као викторијански коришћени у грађевинарству. Међутим, многи елементи онога што се обично назива „викторијанска“ архитектура је постала популарна тек касније током Викторијине владавине, отприлике од 1850. године и касније. Стилови су често укључивали интерпретације и еклектична оживљавања историјских стилова. Име овог стила представља британски и француски обичај именовања архитектонских стилова по владајућем монарху. У оквиру ове шеме именовања и класификације, следила је џорџијанска архитектура и, касније, регентска архитектура, а наследила ју је едвардијанска архитектура.
Иако Викторија није владала Сједињеним Државама, овај термин се често користи за америчке стилове градње и за зграде из тог периода, као и за оне из периода Британског царства.

## Викторијанска архитектура у Уједињеном Краљевству

### Готички препород
Током раног 19. века, романтични средњовековни стил готичког препорода развијен је као реакција на симетрију паладијанизма, и изграђене су зграде попут опатије Фонтхил (Fonthill Abbey).
До средине 19. века, као резултат нове технологије, грађевинарство је могло да уврсти металне материјале у сврху грађевинских компонената. Конструкције су биле подигнуте од ливеног гвожђа, а оквири од кованог гвожђа; међутим, због слабе растегљивости, ови материјали су успешно уклоњени, да би на њихово место дошао структурално чвршћи челик. Један од највећих представника конструкција гвоздених рамова био је Џозеф Пакстон, архитекта Кристалне палате. Пакстон је такође наставио да гради куће као што су куле Ментмор (Mentmore Towers), у још увек популарним стиловима енглеске ренесансе. Нове методе изградње развијене су у овој ери просперитета, али, иронично, архитектонски стилови попут оних које су развили архитекте као што је Аугустус Пугин, обично су били ретроспективни.
У Шкотској, архитекта Александер Томсон, који је радио у Глазгову, био је пионир употребе ливеног гвожђа и челика за комерцијалне зграде, мешајући неокласичну конвенционалност са египатским и оријенталним стиловима, како би произвео многе заиста оригиналне структуре. Друге значајне шкотске архитекте овог периода су Арчибалд Симпсон и Александар Маршал Макензи, чији се стилски разнолики радови могу видети у архитектури Абердина.
Док су шкотске архитекте биле пионири овог стила, он се убрзо проширио широм Уједињеног Краљевства и остао популаран још четрдесет година. Његова архитектонска вредност у очувању и поновном откривању прошлости је веома значајна. Његови утицаји су били различити, али шкотске архитекте које су га практиковале биле су инспирисане јединственим начинима стапања архитектуре, сврхе и свакодневног живота, на смислен начин.

### Други стилови Препорода
- Јакобетан (1830–1870; претеча архитекстуре стила британске краљице Ане)
- Ренесансни препород (1840–1890)
- Неокласични (грчки) препород (1845-1865)
- Неоромански препород
- Необарок (1855–1880; настао у Француској)
- Архитектура стила британске краљице Ане (1870–1910)
- Шкотски баронски (претежно у Шкотској)
- Британски Покрет уметности и заната (1880–1910)

Неки стилови, иако нису јединствено викторијански, снажно су повезани са периодом 19. века због великог броја зграда које су подигнуте током тог периода:
- Италијанат
- Неокласични

- Вестминстерска палата, неоготика, завршена 1870. године. Дизајнирали су је сер Чарлс Бери и Аугустус Пугин.
- Хала Ројал Халберт (Royal Albert Hall), Лондон
- Викторијанска зграда „Црвена цигла“ на Универзитету у Ливерпулу, завршена 1893. године, у стилу готичког препорода. Дизајнирао Алфред Ватерхаус.
- Викторијански павиљон на игралишту за крикет Овал (Лондон)
- Викторијанска школа уметности и науке у Строуду, Глостершир
- Кућа на имању Хардвик (Hardwick House Estate) у близини Бури Сeјнт Едмундса (Bury St. Edmunds), Сафок
- Градска кућа Манчестера
- Библиотека Џона Рајландса (The John Rylands Library) у Манчестеру
- Зграда Астон Веб (Aston Webb House) на Универзитету у Бирмингему (Велика Британија)
- Суд краљице Викторије у Бирмингему (Уједињено Краљевство)
- Зграда Гилберт Скота Универзитета у Глазгову, поглед из парка Келвингров (Kelvingrove Park) у Глазгову. Пример стила готичког препорода.
- Банка Северне Шкотске у Абердину, Арчибалд Симпсон (1839–42)
- Замак Балморал (Balmoral Castle), потпуно обновљен за краљицу Викторију, пример шкотског баронског стила.
- Тржни центар Викторијин Пасаж (Walsall Victorian Arcade) у граду Волсол (Уједињено Краљевство)
- Зграда Берклејс банке (Barclay's Bank), Сатон, Велики Лондон
- Форт Рејл мост (Forth Rail Bridge), ушће реке Форт, близу Единбурга (Шкотска, Велика Британија)
- Сомервил Колеџ (Somerville College), Оксфорд (Велика Британија)

## Међународно ширење викторијанских стилова
Током 18. века, неколико енглеских архитеката емигрирало је на територије колонија, али како је Британско царство било чврсто успостављено током 19. века, многи архитекти су емигрирали на почетку своје каријере. Неки су изабрали Сједињене Државе, а други су отишли у Канаду, Аустралију и Нови Зеланд. Обично су примењивали архитектонске стилове који су били модерни када су напустили Енглеску. До друге половине века, међутим, побољшање транспорта и начина комуникације значило је да су чак и удаљени делови Царства имали приступ публикацијама као што је часопис Градитељ (The Builder), који је помогао колонијалним архитектама да буду информисани о актуелној моди. Тако се утицај енглеске архитектуре проширио широм света. Неколико истакнутих архитеката је градило широм света, по угледу на енглески дизајн, укључујући Вилијама Батерфилда (катедрала Светог Петра, Аделајд) и Џејкоба Реја Молда (главног архитекту јавних радова у Њујорку).

### Аустралија
Викторијански период је цветао у Аустралији и опште је познат као период од 1840. до 1890. године, када је дошло до златне грознице и наглог пораста становништва током 1880-их година, у државама Викторија и Нови Јужни Велс. Било је петнаест стилова градње који су доминирали:
- Викторијанско-џорџијански
- Викторијанска владавина
- Египатски
- Академски класични
- Слободни класични
- Филигрански
- Маниризам
- Друго царство
- Италијанат
- Романескни
- Тјудорски
- Академски готички
- Слободни готички
- Рустикални готички
- Рурални готички

Сматра се да стил Уметности и заната и стил краљице Ане припадају периоду Федерације, од 1890. до 1915. године.
- Светска баштина Мелбурна - Краљевска изложбена зграда, изграђена 1880. године (слободна класика)
- Главна пошта (Сиднеј), у слободном класичном стилу (1891)
- Хотел Виндзор, 1885. година
- Катедрала Светог Петра, Аделејд, Јужна Аустралија (готички препород)
- Градска већница у Сиднеју, стил Другог царства
- Зграда краљице Викторије у романескном стилу (1898)
- Градска већница Јужног Мелбурна у стилу Другог царства
- Катедрала Свете Марије (Сиднеј), у викторијанској готичкој архитектури (1882)
- Викторијанска маниристичка архитектура дуж улице у Сиднеју
- Позориште принцезе, Мелбурн
- Државна библиотека Викторије, академски класични стил (1870)
- Брукмен хол (Brockman hall), Универзитет Јужне Аустралије - Сити Ист Кампус, Аделејд, Јужна Аустралија
- Кућа у италијанат стилу у Рандвику, Нови Јужни Велс
- Филигранске терасе у Сари Хилсу са китњастим детаљима од кованог гвожђа
- Стил Другог царства и филигранска резиденција у Јужној Јари, Викторија

### Хонг Конг
Док је Хонг Конг био британска колонија, западни утицај на архитектуру био је јак. Примери викторијанске архитектуре у Хонг Конгу:
- Андријевска црква
- Катедрала Светог Јована
- Бивши штаб маринске полиције (сада званично назван „наслеђе из 1881.“, хотел и тржни центар)

### Ирска
У Ирској, џорџијанска архитектура је истакнутија од викторијанске архитектуре. У градовима попут Даблина, Лимерика и Корка, славно доминирају тргови и терасе у џорџијанском стилу. Ипак, викторијанска архитектура цветала је у одређеним четвртима, нарочито око улице Виклоу (Wicklow Street) у Даблину, и улице Горњи Багот (Upper Baggot Street), као и у предграђима Ретмајнс (Rathmines), Ранелаг (Ranelagh), Ретгар (Rathgar), Ретфарнам (Rathfarnam) и Теренур (Terenure). Шарене зграде у италијанат стилу, у Коуву (Cobh), одлични су примери регионалног викторијанског стила у Ирској. Даљи примери викторијанске архитектуре у Ирској укључују даблински Пасаж у улици Џорџа Великог (George's Street Arcade), Краљевску болницу града Даблина (Royal City of Dublin Hospital) у улици Багот и Краљевску болницу за очи и уши „Викторија“ (Royal Victoria Eye and Ear Hospital), на путу Аделајд (Adelaide Road).
- Викторијанска тераса у Коуву (Cobh), позната као „шпил карата“
- Пасаж у улици Џорџа Великог (George's Street Arcade) у викторијанском стилу, Даблин
- Викторијанска улица Горњи Багот (Upper Baggot Street), Даблин

### Шри Ланка
Током британског колонијалног периода Британског Цејлона: Правни факултет Шри Ланке, Технолошки факултет Шри Ланке, Хотел Гул фејс (Galle Face Hotel) и главна зграда Краљевског колеџа (Royal College).

### Северна Америка
У Сједињеним Државама, „викторијанска“ архитектура уопштено описује стилове који су били најпопуларнији између 1860. и 1900. године. Листа ових стилова најчешће укључује стилове попут стила Другог царства (1855–85), Стик-Истлејк (Stick-Eastlake) стила (oко 1860, 1890. године), Викторијански Фолк  (1870–1910), стила Краљице Ане (1880–1910), Ричардсоновске романеске (1880–1900) и Шингл стила (1880–1900). Као и у Уједињеном Краљевству, примери готичког препорода и италијаната наставили су да се граде током овог периода, па се стога понекад називају викторијанским. Неки историчари класификују касније године готичког препорода као препознатљив викторијански стил под називом Висока викторијанска готика. Стик Истлејк (Stick-Easlake), начин геометријског, машински резаног украшавања који потиче од стилова Стик и стила Краљице Ане, понекад се сматра посебним стилом. С друге стране, термини као што су „Oсликане даме“ или „украсне даске (gingerbread)“ могу се користити за описивање одређених викторијанских грађевина, али не представљају посебан стил. Називи архитектонских стилова (као и њихове адаптације), варирали су од земље до земље. Многи домови комбиновали су елементе неколико различитих стилова, па стога нису лако препознатљиви као конкретно један стил.
Познати градови инспирисани викторијанским стилом градње током овог периода укључују Аламиду, Асторију, Олбани, Дил, Троју, Филаделфију, Бостон, делове Њујорка попут Бруклин Хајтса и Викторијан Флетбуша, Буфало, Рочестер, Чикаго, Колумбус, Детроит, Јурику, Галину, Галвестон, Гранд Рапидс, Балтимор, Џерзи Сити / Хобокен, Кејп Меј, Луивил, Синсинати, Атланту, Милвоки, Њу Орлеанс, Питсбург, Ричмонд, Сент Пол и Мидтаун у Сакраменту. Лос Анђелес је израстао из Пуебла (села) у викторијански центар града – сада скоро потпуно срушен, али са остацима стамбених објеката у насељима Анђелино Хајтс (Angelino Heights) и Вестлејк. Сан Франциско је познат по својој опсежној викторијанској архитектури, посебно у четвртима попут Хајт-Ешбури (Haight-Ashbury), Лоуер Хајт (Lower Haight), трг Аламо, долина Нои (Noe Valley) Кастро, Ноб Хил (Nob Hill)и Пацифик Хајтс (Pacific Heights)
Постоји расправа о томе у којој мери је било који од примера „најрепрезентативнији преживели пример“, уз бројне предлоге здања. Дестиларна четврт (Distillery District) у Торонту (Онтарио), садржи највећу и најбоље очувану колекцију индустријске архитектуре викторијанског доба у Северној Америци. Кeбиџтаун (Cabbagetown) је највећа и најтрајнија викторијанска стамбена област у Северној Америци. Остале викторијанске четврти Торонта укључују Анекс (The Annex), Паркдејл (Parkdale) и Роуздејл (Rosedale). У САД, јужни крај Бостона је признат од стране Националног регистра историјских места (National Register of Historic Places), као најстарије и највеће викторијанско насеље у земљи.  Oлд Луивил (Old Louisville) у Луивилу (Кентаки), се такође сматра као највеће викторијанско насеље у земљи.  Ричмонд у Вирџинији је дом неколико великих викторијанских четврти, од којих је најистакнутији тзв. округ Лепеза (Fan District). Округ Лепеза је локално најпознатији као највећа и „најевропскија“ четврт Ричмондa, и као највећа суседна викторијанска четврт у Сједињеним Државама на националном нивоу. Насеље Олд Вест Енд у Толеду, Охајо, препознато је као највећа збирка касних викторијанских и едвардијанских домова у Сједињеним Државама, источно од Мисисипија. Авенија Самит (Summit Avenue) у Сент Полу (Минесота) има најдужи низ домова изграђених у викторијанском стилу у земљи. Тзв. четврт Преко-Рајне (Ovеr-Тhе-Rhinе) у Синсинатију (Охајо), има највећу колекцију ране викторијанске Италијанат архитектуре у Сједињеним Државама,   и представља пример нетакнуте урбане четврти из 19. века. Према Националном регистру историјских места, историјски округ Кејп Меј има једну од највећих колекција оквирних зграда из касног 19. века које су преостале у Сједињеним Државама.

Фото албум L'Architecture Americaine Алберта Левија објављен 1886. године је можда прво признање новим силама у Европи које се појављују у северноамеричкој архитектури.
- Академија лепих уметности у Пенсилванији, Филаделфија, Френк Фурнес (Frank Furness)
- Суд округа Алегејни (Allegheny County Courthouse), Питсбург (Пенсилванија), Хенри Хобсон Ричардсон (Henry Hobson Richardson)
- Путнички терминал јужне железнице Калифорније у Сан Дијегу, изграђен 1887. године
- Хотел Банф Спрингс (Banff Springs Hotel), Национални парк Банф (Алберта) изграђен 1888. године
- Бруклински мост (1883), Њујорк
- Палата Карсон (Carson Mansion) у Јурики (Калифорнија), која се сматра једним од највећих здања стила краљице Ане, изграђена 1884–86. године
- Дом из детињства Џона Стајнбека (Steinbeck House) у Салинасу (Калифорнија)
- Емлен Физик Естејт (Emlen-Physick Estate) у историјском округу Кејп Меј, Њу Џерзи, Френк Фурнес (Frank Furness)
- Кућа Сејта (Saitta House), Дајкер Хајтс (Dyker Heights), Бруклин, Њујорк, изграђена 1899. године, дизајнирана у стилу краљице Ане.[18]
- Фотографија улице 653 W Wrightwood из 1880-их година (сада 655 W Wrightwood) у насељу Линколн Парк у Чикагу (Илиноис)
- Вила Фарнам (Farnam Mansion) у Италијанат стилу у Онајди (Њујорк), саграђена око 1862. године
- Кућа Џејмса Џ. Хила (James J. Hill House) у Сент Полу (Минесота), изграђена 1891. године
- Викторијанска сјеница у Охају
- Низ станова у Ииталијанат стилу, у округу Преко-Рајне (Over-The-Rhine), Синсинати (Охајо)
- Фабрика у Авенији Форд Пикет (Ford Piquette Avenue Plant), Детроит (Мичиген), изграђена 1904. године
- Пример улепшавања куће украсним даскама (Gingerbread trim), на кући из 1882. године у Кејп Меју (Њу Џерзи)[19] [20]

## Очување
Напори да се очувају знаменитости викторијанске архитектуре су у току и често их предводи Викторијанско друштво (Victorian Society). Недавна кампања коју је ова група предузела јесте очување викторијанских гасомера, након што су комунална предузећа објавила планове за рушење скоро две стотине сада већ застарелих грађевина.